# Fête de la Saint-Michel
La fête de la Saint-Michel, ou par ellipse « la Saint-Michel » (aussi appelée la Fête des Saints Michel, Gabriel, Uriel et Raphaël, la Fête des Archanges ou la Fête de Saint Michel et de tous les Anges), est une fête chrétienne observée dans le calendrier liturgique de certains pays de l’Ouest le 29 septembre. Les festivités de la Saint-Michel sont célébrées en l'honneur de l'archange Michel depuis le VIe siècle, elles sont pratiquées dans de nombreuses localités et notamment par les parachutistes, dont il est le saint patron. 

## Histoire

### La Saint-Michel d'autome, une fête liturgique paléo-chrétienne à l'équinoxe
En 530 après J.-C., le pape Boniface II consacre une basilique en l'honneur de l'archange Saint-Michel sur la voie salarienne, à environ dix kilomètres de Rome, les cérémonies commençant le soir du 29 septembre et se terminant le lendemain. Dès lors, les célébrations ultérieures de cette dédicace ont eu lieu d'abord le 30 septembre, puis le 29 septembre. Dans le Missel romain de 1962, la fête conserve le titre de la « Dédicace de Saint Michel Archange », même si la basilique qu'elle commémore a disparu depuis plus de mille ans. Cette date correspond à l'équinoxe d'automne. De fait, le calendrier romain n’était pas parfaitement synchronisé avec le calendrier solaire et, au fil de centaines d’années, il s’était décalé de 10 jours vers l’arrière, correspondant donc à l'équinoxe solaire du 21-22 septembre. Il est intéressant de noter que les Romains célébraient davantage l'équinoxe de printemps avec des festivités tandis l'équinoxe d'automne était un temps de labourage pour préparer l'automne.
La fête byzantine de Saint-Michel et de tous les anges a lieu le 8 novembre et, comme la fête romaine, elle trouve son origine dans la dédicace d'une église ; il s'agissait d'une basilique de Constantinople connue sous le nom de Michaelion, dont on dit traditionnellement qu'elle a été construite par Constantin lui-même. Le titre officiel de la fête est « La synaxe des grands commandants (ἀρχιστρατήγων) Michel et Gabriel, et le reste des puissances sans corps » Curieusement, les textes liturgiques de la fête ne font aucune référence à saint Raphaël, ni à aucun des autres anges, ni à l'origine de la célébration.
Encore une autre date était conservée par les Normands en mémoire de la consécration liturgique du Mont-Saint-Michel. En Normandie, sa fête "S. Michaelis in periculo maris" ou "in Monte Tumba" était célébrée le 18 octobre, anniversaire de la dédicace de la première église, le 16 octobre 710 ; la fête est désormais confinée au diocèse de Coutances. Dans le rite de Sarum, la Saint-Michel était célébrée le 16 octobre.

### La Saint-Michel de printemps, l'autre fête militaire
Si la date du 29 septembre est la plus antique, d'autres dates ont aussi été utilisées pour commémorer des victoires militaires attribuées à Saint-Michel. Ainsi, depuis le Ve siècle, on fait mémoire de l'apparation de Saint-Michel au Mont Gargan, sans qu'aucune date ne soit connue. Le 8 mai 663, les Lombards de Siponto sont attaqués par des Napolitains grecs, alors hérétiques monothélites. Près du sanctuaire voisin du Monte Sant'Angelo, les Lombards invoquèrent Michel et l'emportèrent. Dans le calendrier traditionnel, la fête de l'Apparition de Saint Michel honore donc son apparition en 492 après J.-C. sur le Mont Gargan, à la date du 8 mai, date non pas de l'apparition mais de l'anniversaire de cette bataille.
Au Moyen Âge, de nombreux lieux vont ainis imiter la coutume romaine de célébrer une deuxième fête de Saint Michel, commémorant la célèbre apparition qui a conduit à la construction du sanctuaire sur le Mont Gargano. La fête militaire de Saint-Michel au printemps prend de nouveau de l'ampleur avec les victoires contre les Sarrasins. Ainsi, on raconte que pendant le siège de Procida, par Khayr ad-Din Barberousse, le 8 mai 1535, les habitants de Procida, enfermés dans le village fortifié appelé Terra Murata, se tournent vers leur saint patron Michel Archange et qu'il serait descendu du ciel, tenant un épée de feu et qui mit en fuite les assiégeants sarrasins, déclenchant un orage d'éclairs et de foudre. Depuis lors, les chrétiens commémorent avec d'autant plus de ferveur de la Saint-Michel de printemps.

### Une fête doublée tout au long du Moyen-Âge
Du Moyen Âge jusqu'au XVIIIe siècle, les deux fêtes de la Saint-Michel de mai et de septembre continuent à être célébrées ensemble. La fête liturgique et la commémoration militaire semble se confondre peu à peu. Le bréviaire romain associe progressivement la fête de septembre à la commémoration de la consécration de l'église du mont Gargano associée à la bataille plutôt qu'à l'église de Rome déjà détruite à l'époque tandis que la fête de mai le 8 était en l'honneur de la manifestation du saint Archange Michel sur le Mont Gargano plusqu'à la bataille qui avaiteu lieu en ce jour. Cette confusion semble remonter à une affirmation du liturgiste médiéval Durand de Mende.
Seule la Saint-Michel de septembre devient un jour saint d'obligation cependant. Les défilés, les foires et les pièces de théâtre en l'honneur de Michael étaient monnaie courante. La Saint-Michel devient une convergence du sacré, de l’astronomique et du pratique. Sa proximité avec l'équinoxe d'automne en faisait un pôle d'attraction pour les célébrations automnales et des récoltes et la fin du trimestre pour les universités et les institutions financières.
En 1670, le pape Clément X ajoute la fête des anges gardiens au calendrier universel le 2 octobre, premier jour disponible après la Saint-Michel.

### Entre simplification liturgique et renouveau militaire auXXesiècle
Au début du XXe siècle, le pape Benoît XV enrichit la fête de la Saint-Michel de septembre. Il élève la fête de Saint-Michel au grade le plus élevé, double de première classe en 1917 en ensuite en 1921, il ajoute des fêtes distinctes célébrant la « mission divine » des archanges Gabriel et Raphaël afin « d'accroître la piété » et en raison de leur relation avec la Sainte Famille : Gabriel annonce l'Incarnation, qui est à l'origine de la Sainte Famille, et Raphaël bénit toutes les familles lorsqu'il bénit la famille de Tobie.
Quarante ans plus tard, sous l'impulsion du réformateur liturgique Annibale Bugnini, les festivités de la Saint-Michel et de tous les anges sont simplifiées. La fête de l’Apparition de Saint Michel du 8 mai est supprimée du calendrier général en 1960 avant même la réforme liturgique du Second Concile du Vatican. Plus tard dans la réforme liturgique post-conciliaire, les saints Gabriel et Raphaël sont ajoutés à la fête du 29 septembre et leurs fêtes propres sont supprimées, ainsi que la référence traditionnelle dans le titre de la Saint-Michel à la dédicace de l'église du VIe siècle.
La Saint-Michel de printemps néanmoins connu un certain renouveau au XXe siècle grâce à la dévotion militaire de la Saint-Michel qui se renouvelle après la Seconde Guerre Mondiale puis dans le contexte de la Guerre d'Indochine. Le 13 juin 1948 dans le Cathédrale de Hanoï en présence du vicaire apostolique d'Hanoï, Monseigneur François Chaize et du Colonel Henri Sauvagnac, commandant les parachutistes du Tonkin, se tient la première messe de la Saint-Michel célébrée par le père Marcel Jégo alors aumônier du 1er régiment de chasseurs parachutistes qui consacre Saint Michel, Patron des Parachutistes. La Saint-Michel est ensuite célébrée très solennellement à partir de 1951, année où les paras sautent sur la grève du Mont-Saint-Michel. On associe alors la fête à deux événements, notamment la délivrance d’Orléans, le 8 mai 1429, par sainte Jeanne d’Arc qui devait sa vocation à saint Michel, date  qui correspond aussi avec la signature de l’armistice avec l’Allemagne, le 8 mai 1945.Les charitons, héritiers de confréries créées au Moyen Age pour inhumer les défunts, étaient fidèles de cette fête du 8 mai. La solennité de cette fête a été interrompue en 1998.
La tradition de la Saint-Michel revient pour la première fois dans l'ex-Indochine française lorsque les parachutistes francais de l'Autorité provisoire des Nations unies au Cambodge célèbrent la Saint-Michel à Siem Reap et sautent sur Angkor Wat en 1993, avant de revenir à leur base à Sihanoukville où ils donnent son nom à l'église Saint-Michel de Sihanoukville.

## Patronage

### Militaire: la Saint-Michel des parachutistes
Les anciens combattants parachutistes, bérets rouges des unités parachutistes de l’Armée de terre française et bérets verts de la légion étrangère de Loire-Atlantique, se retrouvent chaque année le dernier dimanche de septembre à pour fêter leur saint patron, l’Archange Saint-Michel dans de nombreuses localités comme Saint-Michel-Chef-Chef ou dans des centres importants des régimes parachutistes comme à l’École des troupes aéroportées de Pau .

### Financier: lesquarter daysde Saint-Michel
La fête de la Saint-Michel marquait traditionnellement la fin d'un trimestre, l’une des quatre périodes de l’année où les hommes libres d’Angleterre, d’Irlande, du Pays de Galles et des nations germaniques se réunissaient pour rédiger des lois, régler leurs comptes financiers, conclure des transactions foncières et embaucher des domestiques. Michaelmas était ainsi appelé l'un des quarter days, c'est-à-dire l'un des quatre termes trimestriels de l’année financière dans la tradition britannique et irlandaise En France, la Saint-Michel incarnait l’expiration des baux ruraux, d’où l’expression « à la Saint Michel tout le monde déménage ». C'est encore l'occasion jusqu'à ce jour de nombreux vide-greniers comme dans la ville de Grimaud.

### Universitaire: le trimestre de Saint-Michel
À ce jour, les universités les plus traditionnelles du Royaume-Uni et d'Irlande appellent leur semestre d'automne « Michaelmas term », et les tribunaux d'Angleterre, du Pays de Galles et d'Irlande du Nord appellent également la première de leurs quatre saisons annuelles de ce nom.

## Géographie

### Monde anglo-saxon:Michaelmas
La fête de la Saint-Michel reste à ce jour un marqueur du calendrier de nombreuses institutions financières et universitaires  dans l'univers anglo-saxon. Le nom Michaelmas vient d'un raccourci de "Michael's Mass", la Messe de la Saint-Michel.

### France

#### La foire Saint-Michel à Toulouse
La fête Saint-Michel est une fête foraine annuelle de Toulouse qui se tient traditionnellement chaque année de la fin septembre au début octobre, autour de la Saint Michel. Elle dure trois semaines.

#### La fête Saint-Michel à La Ciotat
À la suite de migrations d'Italiens de Procida en Algérie puis en France après 1962, la ville de La Ciotat conserve la tradition de célébrer la Fête de Saint-Michel, mais depuis 1968, cette célébration a lieu en septembre et non en mai comme à Procida.

## Gastronomie

### Les oies de la Saint-Michel
Dans les pays anglo-saxons, le plat de résistance de la Saint-Michel était une oie, en raison d’une coutume consistant  organiser des « foires aux oies » au cours desquelles les agriculteurs amenaient leurs oies au marché à cette époque. Une oie de Saint-Michel était une manière appropriée de célébrer la fin des récoltes en Irlande et en Angleterre, surtout lorsque l'oiseau en question était une « oie de chaume », une oie adulte qui avait poussé sur le chaume des champs de blé d'automne. Une grande créature ailée rend hommage à un ange, et une belle et grosse oie évoque de bon augure les espoirs financiers du trimestre.

### Les banniques
En Écosse, le régal du jour était les banniques de la Saint-Michel. Ce gros gâteau en forme de scone est traditionnellement fabriqué à partir de céréales cultivées sur les terres familiales au cours de l’année, représentant les fruits des champs, et cuit sur une peau d’agneau, représentant le fruit des troupeaux,.

## Musique
Deux hymnes subistent de l'office latin de la Saint-Michel. Le plus ancien hymne de fête, Tibi, Christe, splendor Patris, vita, virtus cordium, est attribué à Rabanus Maurus du IXe siècle. Les deux ont été radicalement modifiés lors de la révision des hymnes grégoriennes voulue par le pape Urbain VIII.
La leçon de la fête de Saint Michel Archange tirée de l'Apocalypse 8, Factum est Silentium in Caelo, a été mise en musique pour des motets sur divers arrangements notamment par Niccolo Jommelli.
En ce jour, les parachutistes chantent traditionnellement leur cantique Oh Michel, ange des paras; dont les paroles sont adaptées de la version créée pour les scouts routiers par le père Paul Doncœur et publiée pour la première fois dans  « Roland », un recueil de chants scouts et populaires paru en 1927. Il s'inspire d'un cantique béarnais dédié à Notre-Dame du Bout du Pont et chanté, d'après la légende, par Jeanne d'Albret en accouchant du futur Henri IV.